# Canillas de Río Tuerto
Canillas de Río Tuerto é um município da Espanha 
na província e comunidade autónoma de La Rioja, de área 3,60 km² com população de 43 habitantes (2007) e densidade populacional de 13,80 hab/km².

## Demografia
| Variação demográfica do município entre 1991 e 2004 | Variação demográfica do município entre 1991 e 2004 | Variação demográfica do município entre 1991 e 2004 | Variação demográfica do município entre 1991 e 2004 |
| --------------------------------------------------- | --------------------------------------------------- | --------------------------------------------------- | --------------------------------------------------- |
| 1991                                                | 1996                                                | 2001                                                | 2004                                                |
| 82                                                  | 75                                                  | 57                                                  | 49                                                  |